# Leonardo Murialdo
Sveti Leonardo Murialdo  (Torino, 26. listopada 1828. – Torino, 30. ožujka 1900.), talijanski katolički svećenik i svetac.

## Životopis
Nakon življenja uz obitelj koja mu je dala odgoj, primio je odgoj redovnika u Savoni. Nakon toga otišao je u Torino u sjemenište. Doktorirao je bogoslovlje. Nakon što se je zaredio za svećenika preuzeo je rad uz crkvu sv. Marije na Trgu (Santa Maria di Piazza). Odmah se dao u rad s mladeži. Okupljao ju je u Oratoriju Anđela čuvara. Bio je suradnik torinskog Oratorija sv. Alojzija, kojem je osnivač sami don Bosco. Leonardo Murialdo je cijenio učenje pape Leona XIII. Od 1866. godine obnaša dužnost upravitelja djela Mladih radnika u Torinu. To je slično radu što je osnovao Adolf Kolping u njemačkim zemljama.
Pridonio katoličkoj socijalnoj politici, Crkvinoj borbi za radnička prava, radu s mladeži. Promicao katoličku akciju radi zaštite radnika, osobito radničke mladeži. Tim je mladež njegovim zalaganje došla u prigodu za odgoj, izučiti zanat i ine vještine. Za te je ustanove bilo potrebno osigurati novac i ina sredstva, a često se do tih sredstava dolazilo i prošnjom. Godine 1871. osnovao je Katoličku radničku uniju, preteču socijalnog apostolata. Dvije godine potom, 1873. godine, osnovao je ustanovu za pomoć mladim radnicima, poznatu mušku ustanovu po papinskom pravu Družbu sv. Josipa (tal. Congregazione di San Giuseppe, lat. Congregatio Sancti Iosephi, članove se popularno naziva Giuseppini del Murialdo, kratica C.S.I.). I danas ta ustanova skrbi za bolesne, siromašne, potrebne. Osnovao je još različitih ustanova poput Zavoda za zapošljavanje, banku, osiguranja, djelo katekizma, pučko tajništvo.
Bio je aktivan i na nakladničkom polju - pokrenuo je novine (La voce dell'operaio). Umro je 30. ožujka 1900. godine. Taj se nadnevak uzima za dan kad se slavi tog sveca, a salezijanci ga slave 18. svibnja. Beatificirao ga je papa Pavao VI. 1963., a proglašen je za sveca 1970. godine.

## Citati
- Wikicitat na talijanskom (tal.)